# Pteranodontidae
Pteranodontidae (Pteranodontidi) bili su porodica velikih pterosaura, koji su tijekom razdoblja krede nastanjivali Sjevernu Ameriku. Naziv im je dao Othniel Charles Marsh 1876. godine.  
Pteranodontidi su imali upadljive izdužene krijeste koje su im stršile iz zadnjeg dijela glave (najpoznatiji primjer toga je kod samog Pteranodona). Nyctosaurus, sa svojom nevjerojatnom krijestom, ponekada se uključuje u tu porodicu, iako se obično svrstava u vlastitu porodicu Nyctosauridae (Nicholson & Lydekker, 1889).
Današnji istraživači razlikuju se po svom korištenju koncepta pteranodontida. S. Christopher Bennett i Alexander Kellner zaključili su da Nyctosaurus nije bio pteranodontid. Bennett je 1994. definirao kladus Pteranodontidae, koji je također uključivao vrste iz porodice Anhangueridae. Međutim, ostali nisu prihvatili tu definiciju. Na primjer, Alexander Kellner je dao nazive nekolicini dodatnih vrsta iz primjeraka koji su prethodno bili priključeni rodu Pteranodon, te je svrstao vrstu P. sternbergi u odvojen rod, pod nazivom Geosternbergia. Kellner je redefinirao pteranodontide kao najbližeg zajedničkog pretka vrsta Pteranodon longiceps, Geosternbergia sternbergi i Dawndraco kanzai, i svih njegovih potomaka. Moguće je da u taj kladus spadaju niktosauridi. Analize koje je proveo David Unwin ukazale su na srodstvo među rodovima Pteranodon i Nyctosaurus, te je koristio naziv Pteranodontia za kladus koji sadrži ta dva roda.